# Charleval, Eure

Charleval este o comună în departamentul Eure, Franța. În 1 ianuarie 2022 avea o populație de 1.703 de locuitori.